# Trotamundo (historieta)
Trotamundo fue una serie de historietas desarrollada por el dibujante Ignacio Hernández Suñer (Ìñigo), con la ayuda de varios guionistas, para las revistas de la Editorial Bruguera desde 1981 hasta 1985. La serie presentaba las cómicas aventuras de un vagabundo y su perrito Chispa.

## Trayectoria editorial
Trotamundos apareció por primera vez en la revista Zipi y Zape en 1981, pasando posteriormente a otras publicaciones de la casa: Bruguelandia (1981), Superlópez (1985). Contó primero con guiones de Armando Matías Guiu y luego Francisco Serrano, Jesús de Cos, etc.

## Serialización
| #                                                                                          | Guionista      | Páginas | Fecha                   | Publicación    |
| ------------------------------------------------------------------------------------------ | -------------- | ------- | ----------------------- | -------------- |
| 1                                                                                          | «Fco. Serrano» | 2       | 28 de diciembre de 1981 | Bruguelandia 1 |
| Trotamundo y Chispa buscan un sitio tranquilo en el campo donde comerse un pan con chorizo |                |         |                         |                |